# Bruder Straubinger
Bruder Straubinger es una opereta en tres actos con libreto en alemán de Moritz West e Ignaz Schnitzer y música de Edmund Eysler. Fue estrenada el 20 de febrero de 1903 en el Theater an der Wien de Viena con el célebre tenor Alexander Girardi encarnando el papel protagonista que da título a la obra. Su aria más célebre, «Küssen ist keine Sünd», ha sido grabada por destacados artistas como Richard Tauber o Hermann Prey, entre otros.

## Contexto creativo
La opereta de Edmund Eysler toma su título y la personalidad de su protagonista del «Hermano Straubinger», un popular personaje de ficción documentado por vez primera en una canción estudiantil de principios del siglo XIX escrita por Carl Theodor Müller, estudiante de medicina en Straubing. El hermano Straubinger, un artesano ambulante de Straubing, se convirtió en un arquetipo de vagabundo laborioso pero despreocupado y alegre.
Bruder Straubinger fue la segunda de las operetas de Eysler puestas en escena. Previamente el músico había compuesto una ópera con libreto de Ignaz Schnitzer titulada Der Hexenspiel (El espejo mágico). El editor musical Josef Weinberger quedó impresionado con ella e intentó sin éxito que se representara. Entonces sugirió a Eysler que incorporara algunos de los pasajes más ligeros de la ópera a una nueva opereta. El resultado fue Bruder Straubinger, un título estrenado con éxito, de cuya suerte no fue ajena la presencia en el reparto del estreno del célebre artista Alexander Girardi, que interpretó el papel principal.
Richard Traubner  atribuye gran parte de su éxito al aria a ritmo de vals del segundo acto que interpretaba Girardi, «Küssen ist keine Sünd» («Besar no es pecado»). Dicha canción fue publicada por Weinberger de forma independiente y en poco tiempo vendió más de 100.000 copias. Más tarde inspiró el título de la adaptación cinematográfica de esta opereta (Küssen ist keine Sünd, Alemania, 1950) y está incluida en su banda sonora.

## Argumento[5]
La acción tiene lugar en una ciudad imaginaria del Rin durante la segunda mitad del siglo XVIII

### Acto I
Plaza ante la puerta de la ciudad
Reina un ambiente festivo en la plaza. Schwudler, dueño de una caseta de feria, anuncia su nueva atracción: la «chica salvaje» Oculi, que hace girar las cabezas de todos los varones. El artesano Straubinger ha acudido al Rin con la esperanza de encontrar trabajo en la corte del landgrave Philipp y de poder reencontrarse con su amada Marie. Sin embargo, el viaje le ha agotado y quiere descansar. Acampa a las puertas de la ciudad y se queda dormido. El astuto desertor Bonifaz aprovecha la ocasión y roba la documentación a Straubinger para adoptar su identidad.
Cuando Straubinger despierta y descubre que le faltan sus documentos, le pide ayuda a Schwudler que le contrata. El empresario del espectáculo se da cuenta de que su nuevo empleado lleva el pase de guerra de su propio abuelo y se le ocurre una idea ingeniosa: viste al joven con un uniforme antiguo, le pone una barba postiza y deja que la gente se maraville ante él como si fuera un veterano de 114 años. Incluso el landgrave, que acaba de regresar de una campaña militar, cae en el engaño y decide pagarle una pensión al viejo soldado. También concede a su «enfermera» Oculi una gran suma, aunque no sin segundas intenciones. Le gustaría tener alguna aventura ocasional con ella. Para no perderla de vista, contrata a la troupe de Schwudler para que se instale en su palacio.

### Acto II
En el jardín del palacio
Lola, esposa del landgrave, no se deja engañar por lo que ocurre y decide casar a la joven con el veterano. Sin embargo, Oculi no desea hacerlo porque ama a un joven artesano cuyo regreso espera con ansia. Cuando Straubinger la oye hablar, se convence de que Oculi es realmente Marie. Tararea la canción que solían cantar juntos y Oculi reconoce a su prometido tras la máscara. Para sorpresa de todos la joven ya no tiene reparos a la propuesta de boda.

### Acto III
Pabellón de caza en el bosque
La extraña pareja logró pasar la noche de bodas en el pabellón de caza del landgrave en el parque. Lola y sus damas de compañía se cuelan para observar al viejo veterano y, sobre todo, a su joven esposa. Lola sospecha que su marido intenta acercarse a la «joven salvaje» y quiere evitarlo de cualquier modo. Mientras tanto, al desertor le remuerde la conciencia y devuelve su carné de identidad a Straubinger. Éste ya está cansado de jugar al escondite y rápidamente se quita el disfraz y vuelve a ser el honorable jornalero Straubinger. Cuando el enamorado landgrave aparece de repente y sorprende a la joven pareja fundida en un tierno abrazo, comprende que no tiene nada que hacer con Oculi. Pero eso no es todo: su esposa y las damas de compañía le pillan in fraganti y se ríen de él.

## Adaptación cinematográfica
- Küssen ist keine Sünd en Internet Movie Database (en inglés). (1950, largometraje) con Hubert Marischka (director), Hubert Marischka y Rudolf Österreicher (guionistas) y Elfie Mayerhofer, Curd Jürgens, Gisela Fackeldey, Hans Moser y Hans Olden (intérpretes)

## Registro fonográfico
- Line Music (1951)[6] con Henriette Robert, Christo Bajew, Willy Reichert, Olga Noll, Gustav Neidlinger, Hubert Buchta, Yella Hochreiter, Rudi Scholz, Chor und Orchester des Süddeutschen Rundfunks, Director: Fritz Mareczek.